# Rajolābād
Rajolābād (persiska: رجل آباد) är en ort i Iran.   Den ligger i provinsen Östazarbaijan, i den nordvästra delen av landet, 500 km nordväst om huvudstaden Teheran. Rajolābād ligger 1 596 meter över havet och antalet invånare är 109.
Terrängen runt Rajolābād är huvudsakligen en högslätt. Rajolābād ligger nere i en dal.Runt Rajolābād är det ganska tätbefolkat, med 62 invånare per kvadratkilometer. Närmaste större samhälle är Mehrabān, 4,8 km nordost om Rajolābād. Trakten runt Rajolābād består i huvudsak av gräsmarker.